# KV55
KV55 (Kings’ Valley no. 55) ist ein altägyptisches Grab mit der Nummer 55 im Tal der Könige. Trotz vorhandener Grabgegenstände mit Inschriften konnte das Grab lange Zeit keiner Person eindeutig zugeordnet werden. KV55 wurde unter anderem der Großen königlichen Gemahlin Teje oder Semenchkare zugeordnet. Fundstücke im Grab tragen die Namen Echnatons, Tejes und sogar Amenophis´ III. Eine im Jahr 2010 durchgeführte DNS-Analyse identifizierte die Mumie als Sohn des Amenophis III. und der Teje und als Vater Tutanchamuns. Manche identifizieren die Mumie mit Echnaton, andere halten das aufgrund des jungen Todesalters der Mumie für unwahrscheinlich.
KV55 ist unvollendet und gilt deshalb als provisorisches Grab.

## Entdeckung und Ausgrabungen
KV55 wurde im Januar 1907 von Edward R. Ayrton entdeckt, der von 1905 bis 1908 für den US-amerikanischen Rechtsanwalt Theodore M. Davis grub. Die Ausgrabungen dauerten bis zum Jahr 1908 an. Von 1992 bis 1993 führte Lyla Pinch Brock in dem Grab abschließende Untersuchungen und Ausbesserungsarbeiten durch, ließ zurückgelassene Gegenstände sichern und säuberte das Grab anschließend. Die Funde im Grab sowie die Kartuschen, oft auch als „Siegel“ bezeichnet, ließen eine Datierung in die 18. Dynastie in die Regierungszeit Tutanchamuns zu.

## Zustand des Grabes und Konservierungsarbeiten

KV55
A – Eingang
B – Korridor
J – Grabkammer
Ja – kleine Seitenkammer

Nach der Graböffnung stellten Ayrton und Davis fest, dass das Grab bereits in der Antike durch eingedrungenes Wasser Schaden genommen hatte. Vermutlich wurde es deswegen nicht erweitert und nur für ein Notbegräbnis benutzt. Zudem hatte das über die Jahrhunderte hinweg eingedrungene Wasser alles im Grab vorhandene Holz so stark angegriffen, dass ein Großteil hiervon bereits bei der Öffnung des Grabes weitestgehend zerfiel.
Allerdings war der Wasserschaden nicht der einzige Grund, dass sich die Objekte nach der Öffnung des Grabes in schlechtem Zustand befanden. Seitens des Grabungsteams um Ayrton und Davis wurde weder sorgfältig vorgegangen noch wurden Konservierungsarbeiten vorgenommen oder alle Funde fotografisch dokumentiert. Auch der Grabungsbericht erweist sich als ungenau, und selbst die Publikation von Davis The Tomb of Queen Tiyi ist unvollständig: Funde wurden nicht beschrieben oder in einem falschen Zusammenhang aufgeführt.

## Architektur
Das Grab ist über einen langen Gang erreichbar, der aus dem Eingangsbereich, einem mit Treppen versehenen Abschnitt und einem Korridor mit glattem Boden besteht. Die große Kammer, als Grabkammer bezeichnet, hat eine Größe von 32,9 m². Die Wände von KV55 sind geglättet, jedoch nicht dekoriert und zum Teil mit Markierungen (sogenannte Graffiti) der Steinmetze versehen. Von der großen Kammer geht eine kleine Seitenkammer ab, deren Wände nur teilweise behauen sind. Die Gesamtgröße des Grabes beträgt 84,3 m² und hat ein Gesamtvolumen von 185,25 m³.

## Funde

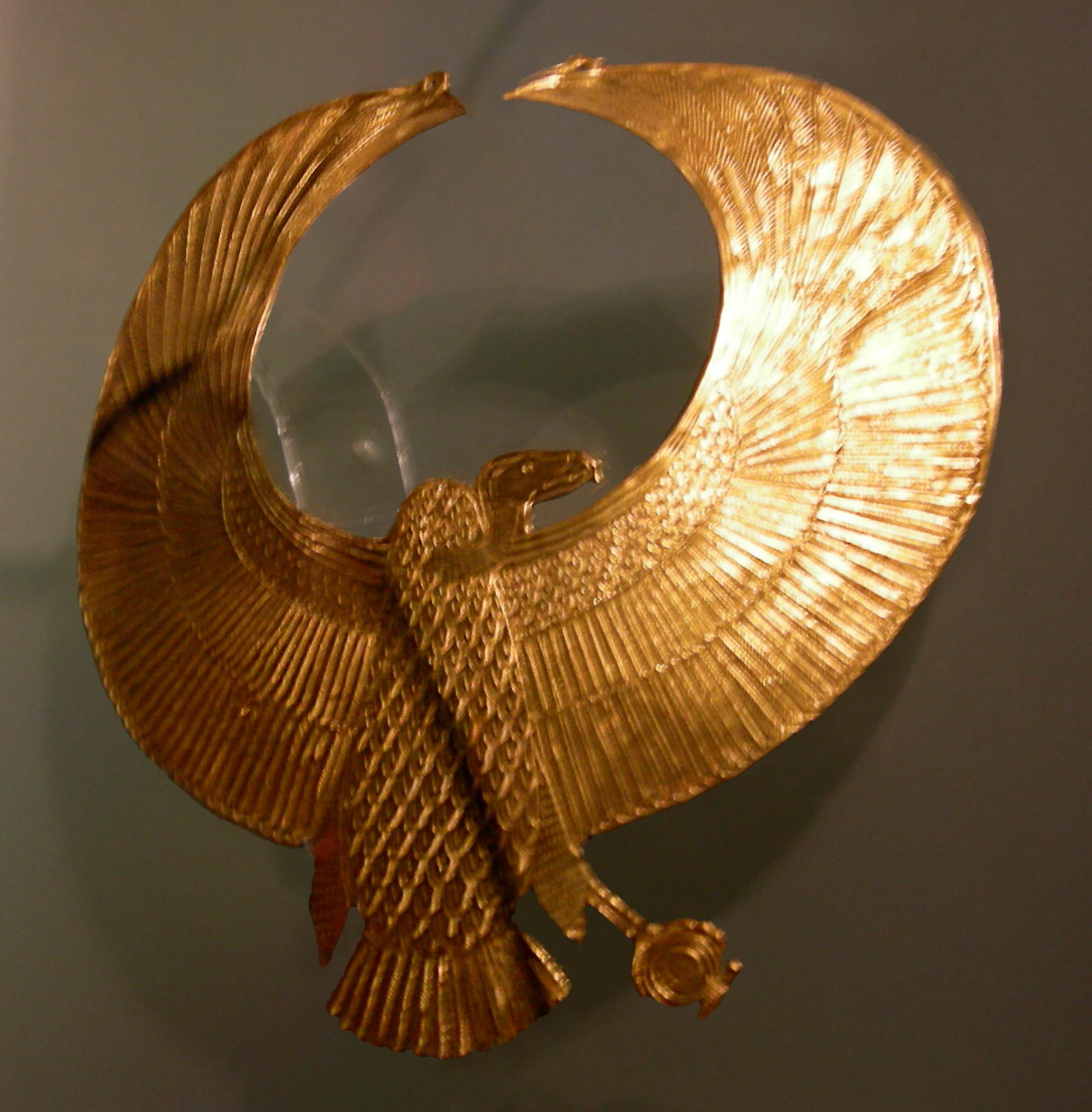
Geierkragen

Alle Objekte in KV55 datieren in die Regierungszeiten von Amenophis III. bis Tutanchamun. Sie fanden sich, bis auf die Kanopenkrüge, verstreut in der Grabkammer.
Die bedeutendsten Fundstücke waren:
- Eine Mumie im vergoldeten Holzsarg, die 2010 als Sohn von Amenophis III. und Vater des Tutanchamun identifiziert wurde.
- Der vergoldete Holzsarg mit Intarsien, dessen Zuordnung jahrelang nicht sicher war.
- Vier Kanopenkrüge aus Kalzit, die die Namen von Echnaton und Kija aufweisen.
- Der vergoldete Holzschrein, der die Namen von Amenophis III., Königin Teje und Echnaton trägt.
- Magische Ziegel mit dem Thronnamen Echnatons (Nefer-cheperu-Re-wa-en-Re).
- Ein Geierkragen aus Gold. Ein vergleichbares Stück[4] fand sich in KV62, dem Grab Tutanchamuns.
- Gefäße und Deckel mit den Namen von Amenophis III., Teje und deren Tochter Sitamun.
- Kleine Lehmsiegel, die Amenophis III. und Tutanchamun nennen.
- Ein Tonsiegel, auf dem sowohl ein Besitz im Sinai als auch ein weiterer Grundbesitz der Prinzessin Sitamun erwähnt ist.

Weitere Gegenstände waren unter anderem ein bronzener Uräus, Sargtuchrosetten aus Gold und Bronze, ein goldenes Bahrenbruchstück, Figuren des Gottes Bes, Amulette sowie Schmuckperlen aus Gold, Lapislazuli und Karneol, Kästen und Möbelfragmente, Papyrusrollen sowie verschiedene rituelle Gegenstände.
Bei ihren Arbeiten fand Lyla Pinch Brock 1993 unter anderem ein Ostrakon, auf dem ein Plan verzeichnet war und bei dem es sich womöglich um einen Original-Plan beziehungsweise Arbeitsplan des Grabes handelte. Zu weiteren Kleinfunden zählten wenige Stücke Goldfolie, verschieden große Glasperlen und Bruchstücke einer Figurine aus Kalzit.

### Die Mumie

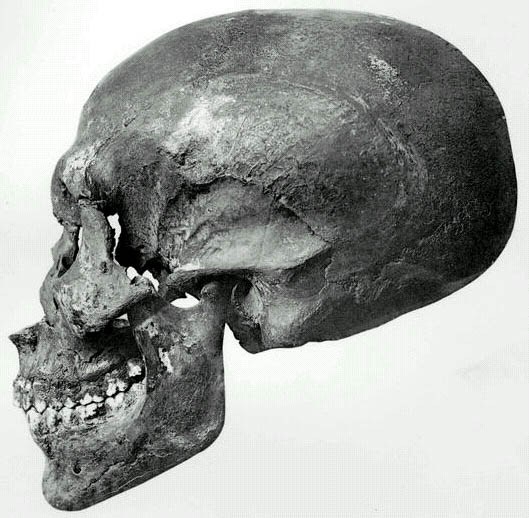
Schädel, entdeckt Januar 1907 von Edward Ayrton und Theodore Davis (Ägyptisches Museum Kairo)

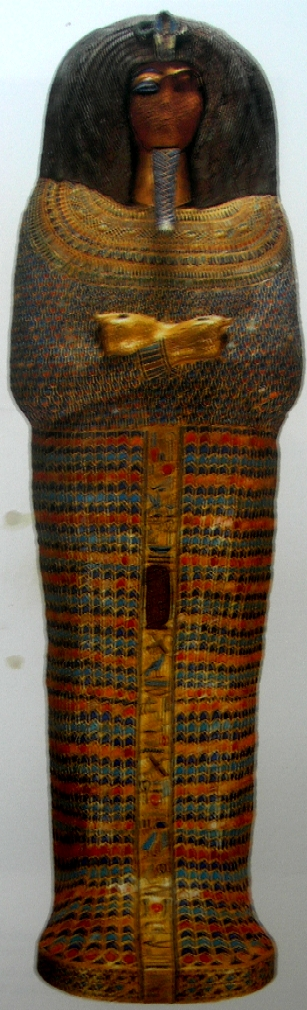
Vergoldeter Sargdeckel aus Holz (Ägyptisches Museum Kairo, JE 39627)

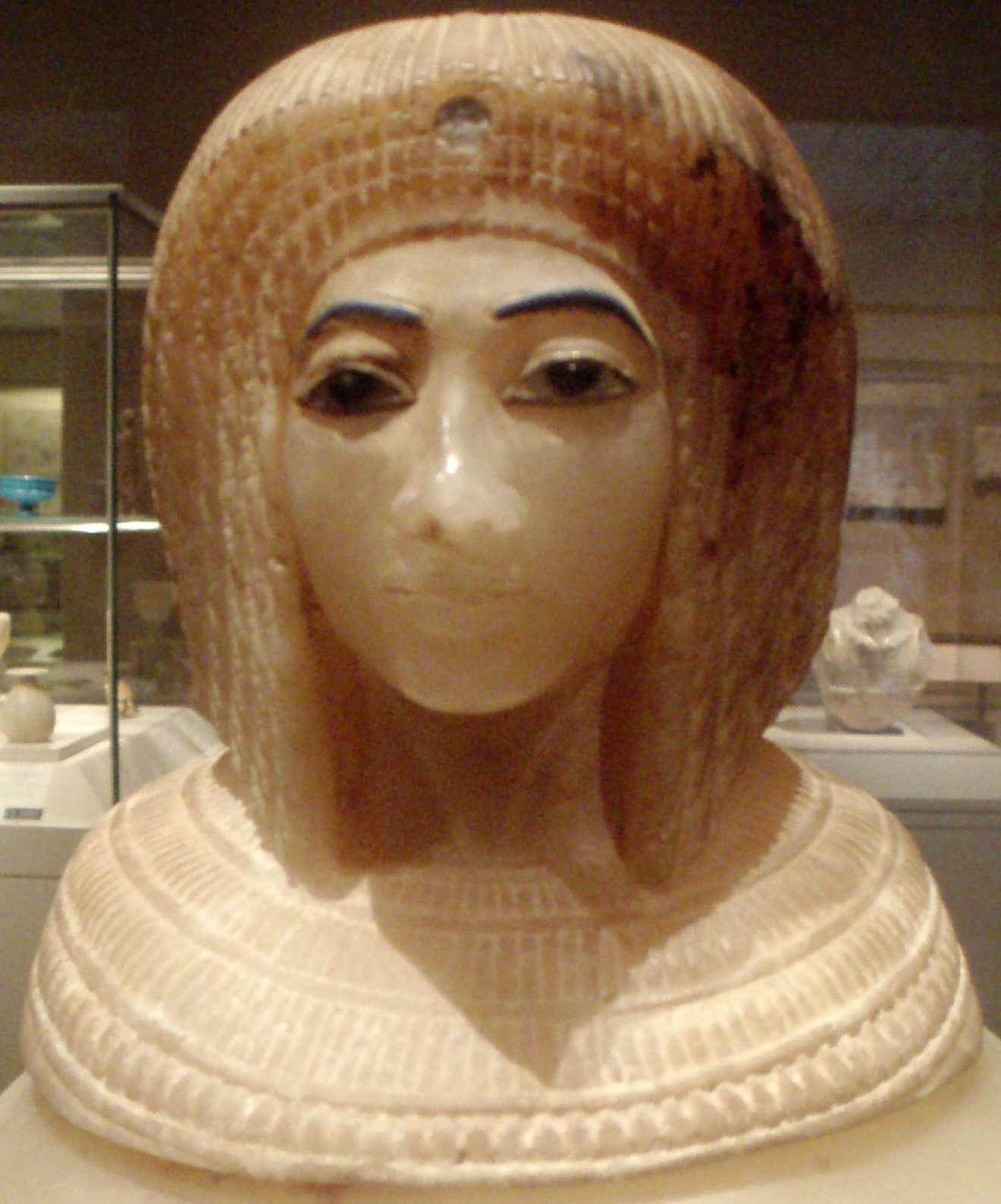
Deckel eines Kanopenkruges und Kanope (Metropolitan Museum of Art, MMA.30.8.54)

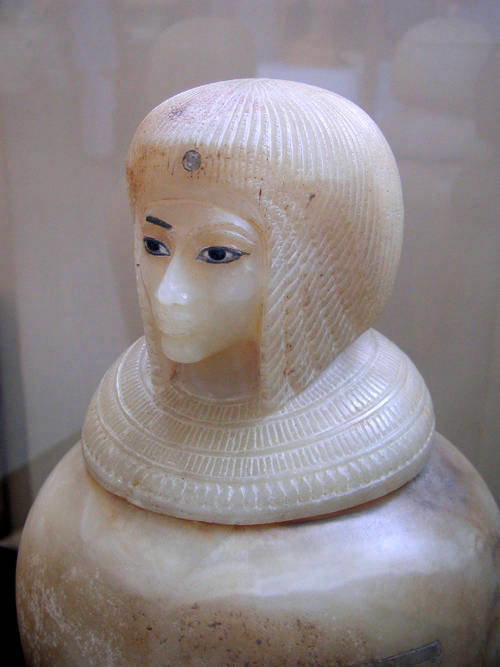
Kanopenkrug mit Deckel (Ägyptisches Museum Kairo, JE 39637A)

Zum Zeitpunkt der Öffnung des Sarges war die Mumie bereits stark beschädigt und das wenige Gewebe und die Leinenbänder, die sie umgaben, lösten sich bei den Untersuchungen durch Ayrton und Davis vollständig auf. Erhalten sind heute nur noch Knochenüberreste, die sich seit der Entdeckung mit der Inventarnummer CG61075 im Ägyptischen Museum Kairo befinden.
Die Mumie wurde in den vergangenen einhundert Jahren mehrfach untersucht, wobei die geschlechtliche Zuordnung und die Identität lange umstritten blieben. Davis hielt die Mumie für die der Königin Teje. Daraufhin wurden die Knochen 1907 zur Untersuchung an Grafton Elliot Smith geschickt. Dieser schrieb wiederum an Arthur Weigall, dass vermutlich ein Fehler unterlaufen sei, denn in Wirklichkeit seien es die Gebeine eines jungen Mannes. Seiner Meinung nach handelte es sich um ein vollständig entwickeltes männliches Skelett, und er schließe auf ein Sterbealter von 25 bis 26 Jahren.
1931 folgte die Untersuchung durch Douglas E. Derry, der bereits die Mumie Tutanchamuns untersucht hatte und der das Alter der männlichen Mumie auf ca. 20 Jahre schätzte. Einen ersten Vergleich der Schädelmaße beider Mumien gibt Derry in Anhang I, Report upon the Examination of Tut-ankh-Amen's Mummy, im zweiten Band von Howard Carters Publikation Das Grab des Tut-ench-Amun. Die Aufstellung der Maße nennt als verglichene Personen Echnaton und Tutanchamun.
Eine 1966 von den Anatomen H. G. Harrison und A. Batrawi durchgeführte Untersuchung ergab unter anderem, dass zumindest einige Skelettteile eher feminin als maskulin seien, allerdings nicht in dem Maße, dass insgesamt von einer weiblichen Mumie ausgegangen werden könne. Auch hier wurde der Schädel erneut mit dem Tutanchamuns verglichen und wiederholt Gemeinsamkeiten festgestellt, insbesondere des Unterkiefers. Die Mumie wurde als die eines 20-jährigen Mannes angesehen. Spätere forensische Untersuchungen ergaben, dass der Leichnam aufgrund der Blutgruppen- und Gewebeanalysen und der sehr auffälligen Übereinstimmung der Schädelmaße mit Tutanchamun verwandt sein könnte. Eine eindeutige Bestimmung der Identität war jedoch nicht möglich.
Eine Untersuchung, die 2007 im Rahmen einer großen Untersuchungsreihe mittels Computertomograph durchgeführt wurde, bestätigte die ältere Untersuchung hinsichtlich der Schädelvergleiche und fügte weitere Gemeinsamkeiten hinzu: eine leichte Skoliose, im Kieferknochen verbliebene Weisheitszähne und eine Gaumenspalte. Zahi Hawass deutet in einer Dokumentation des ZDF die Ergebnisse folgendermaßen: „Wir können nun sagen – dass es sich bei der Mumie aus Grab 55 nach den neuen Beweisen, nach dem Alter von über 25 Jahren und den Inschriften um Echnaton handeln kann.“
Im Jahr 2010 veröffentlichte eine Forschergruppe um Zahi Hawass die Ergebnisse von CT- und DNS-Untersuchungen, die stark darauf hindeuten, dass es sich bei der Mumie um Echnaton handelt. Den Ergebnissen zufolge ist der Tote ein Sohn von Amenophis III. und Vater von Tutanchamun. Auch das ermittelte Sterbealter passe zu dem von Echnaton.
Das letztere Ergebnis führte schnell zu Widerspruch seitens mehrerer Experten. Diese kritisierten den Mangel an klaren Hinweisen auf ein hohes Sterbealter sowie die mangelnde Erklärung für die häufig zitierten Hinweise auf ein junges Alter. Eugen Strouhal bestritt sogar, dass eine degenerative Veränderung der Wirbelsäule überhaupt festzustellen sei, und wies darauf hin, dass der Gaumen der Mumie nicht intakt genug sei, um eine Gaumenspalte zu diagnostizieren.
Weiterhin problematisch ist, dass die KV55-Mumie nicht der Vater der Mumie KV21A sein kann. Diese wurde als mögliche Mutter der stillgeborenen Föten aus Tutanchamuns Grab identifiziert. In diesem Fall müsste es sich um Echnatons Tochter Anchesenamun handeln, da keine weitere Königin Tutanchamuns bekannt ist. Kate Phizackerley wies darauf hin, dass die DNA der Föten die Mumie aus KV55 als beiderseitigen Großvater ausschließt, da die Mutter der Föten in diesem Fall nicht alle vorhandenen Allele besitzen würde.
Während es vielen als gesichert gilt, dass die Mumie aus KV55 in der Tat Tutanchamuns Vater ist (wobei Strouhal einen älteren Bruder für wahrscheinlicher hält), wird die Identifikation mit Echnaton weiterhin sehr kontrovers diskutiert. Den Gegnern dieser Theorie gilt er weiterhin als Semenchkare, über den hinreichend wenig bekannt ist, dass er weder als Vater noch als Bruder Tutanchamuns ausgeschlossen werden kann. Einen gewissen Konsens gibt es nur dahingehend, dass wohl bereits die Ägypter der Antike, die das Grab zerstörten und den Sarg schändeten, davon überzeugt waren, dass es sich bei der Mumie um Echnaton handele.
Am 7. März 2021 wurde eine neue forensische Gesichtsrekonstruktion vorgestellt. Das Alter wird auf rund 22 Jahre geschätzt, die archäologischen Hinweise sprechen gemäß den Autoren aber für Echnaton.

### Der vergoldete Sarg
Der „anonyme Sarg“ ist aus Zypressenholz, teilweise mit Goldfolie überzogen und hat Einlagen aus kobaltblauem, türkisfarbigem sowie durchsichtigem Glas und rötlichem Kalzedon. Folie und Intarsien bilden ein Federmuster, das als „Rischi“ bezeichnet wird. Dieses Federmuster findet sich beispielsweise auch auf Tutanchamuns Eingeweidesärgen und dem mittleren Sarg.
Die Kartuschen auf dem Sarg wurden gezielt entfernt und das Gesicht komplett zerstört. Deshalb besteht seit der Entdeckung eine Kontroverse über die Zuschreibung des Sarges und seines Besitzers, so dass über seinen Besitzer zahlreiche Theorien aufgestellt wurden. 2001 wurde der Sarg durch das Münchener Staatliche Museum Ägyptischer Kunst eingehend untersucht und das Ergebnis von Alfred Grimm und Sylvia Schoske in „Das Geheimnis des goldenen Sarges“ veröffentlicht. Diese Untersuchung fügte allen bisher seit 1907 aufgestellten dreißig Theorien schließlich folgende hinzu: „Der anonyme Sarg aus KV55 kann – jedenfalls aufgrund des Autopsiebefundes und sämtlicher damit verbundener Implikationen nur für Echnaton selbst hergestellt worden sein! […] Der ursprünglich zur Grabausstattung Echnatons gehörende, dann jedoch aus religiösen Gründen obsolet gewordene und für Echnaton nicht benutzte innere Sarg fand in KV55 sekundäre Verwendung für das anonyme Notbegräbnis des für die Bestattung Tutanchamuns seiner eigenen Grabausstattung beraubten Semenchkare.“
Der komplette Sarg, mit nachkonstruierter Sargwanne und restaurierten Goldfolien und originalem Sargdeckel, befindet sich heute im Ägyptischen Museum Kairo (Inventar-Nr. JE39627) und wird dort als „Sarg Echnatons“ präsentiert. Der mehrfach gesplitterte Sargdeckel war nach seiner Entdeckung restauriert worden und ist seit 1915 im Museum in Kairo ausgestellt. Die Überreste der Sargwanne wurden 1931 als „fehlend“ im Register des Museums erfasst. Im 20. Jahrhundert waren die Goldfolien der Sargwanne und Holzfragmente unter nicht geklärten Umständen aus Ägypten ausgeführt und später in schlechtem Erhaltungszustand bei einem Sammler außerhalb Ägyptens aufgefunden worden. Von 1980 bis 2002 befanden sich die Teile danach im Münchener Staatlichen Museum Ägyptischer Kunst, was im Jahre 2000 zu einer durch den Berliner Ägyptologen Rolf Krauss ausgelösten öffentlichen Diskussion führte. In München wurden die Sargwanne rekonstruiert und die Folien restauriert. Der Sargdeckel wurde vom Ägyptischen Museum Kairo für die Sonderausstellung „Das Geheimnis des goldenen Sarges“ von Oktober 2001 bis Januar 2002 zur Verfügung gestellt. Im Februar 2002 wurde der vollständige Sarg des Echnaton dem Kairoer Museum übergeben.
Während der Restaurierungsarbeiten in München wurden umfangreiche Untersuchungen der Goldfragmente der Sargwanne vorgenommen. Sie gaben nicht nur Aufschluss über die Art der Verarbeitungen, sondern auch Rückschlüsse auf die verarbeiteten Materialien. Trotz unterschiedlicher Stärke der Goldfolien konnte bei fünf von sechs Proben festgestellt werden, „dass relativ silberarmes, aber reines Gold verarbeitet worden war, wie es bisher noch von keiner primären Lagerstätte in Ägypten und Nubien berichtet wurde.“ Diese Goldverarbeitung in Form von Zementation wäre damit älter als bisher angenommen und dokumentiert.

### Die Kanopen
Die vier Kanopenkrüge wurden in der kleinen Seitenkammer gefunden. Sie bestehen, wie die aus dem Grab Tutanchamuns, aus Kalzit. Die Deckel dieser Eingeweidegefäße sind nicht mit den Köpfen der vier Horussöhne versehen, sondern haben entsprechend der Zeit der 18. Dynastie menschenköpfige Deckel. Den schwer lesbaren Inschriften zufolge waren die Kanopen für Echnatons Nebenfrau Kija gefertigt, jedoch offenbar nie für ihre Bestattung verwendet worden. Sie wurden umgearbeitet und für das Begräbnis in KV55 benutzt. Drei der Kanopen befinden sich im Ägyptischen Museum Kairo, davon zwei im Depot und eine in der Ausstellung, die vierte im New Yorker Metropolitan Museum of Art. Im Rahmen des King Tutankhamen Family Projects wurde auch eine der Kanopen untersucht, mit der Hoffnung, DNA-fähiges Material zu finden.

### Der vergoldete Holzschrein
Der demontierte vergoldete Holzschrein konnte aufgrund der Inschriften Königin Teje zugeordnet werden. Er zeigt eine Szene mit Echnaton und seiner Mutter bei der Anbetung des Gottes Aton. Allerdings wurde hier die Gestalt des Königs bis auf die Umrisse sowie die Namenskartuschen (Geburts- und Thronname) entfernt. Erhalten blieb jedoch die Titulatur des Gottes Aton. Harold Jones fertigte eine Zeichnung der Rückwand des Schreines an, auf der die Inschriften wiedergegeben sind und denen zufolge Echnaton den Schrein für seine Mutter anfertigen ließ.
Sowohl das Vorhandensein von Tejes Holzschrein als auch eine Reihe der kleineren Grabbeigaben ließ den Schluss zu, dass ihre Mumie für einige Zeit in diesem „Notgrab“ gelegen haben muss. Ihre Mumie und der größte Teil ihrer Grabausstattung wurden jedoch nicht gefunden, was auf eine Umbettung hindeutet. Diese erfolgte zu einem nicht bekannten Zeitpunkt nach KV35, dem Grab Amenophis´ II. Der Vergleich einer Haarprobe der dort gefundenen sogenannten „Älteren Dame“ (KV35EL) mit der Mumie Tutanchamuns ergab eine nahe Verwandtschaft. Als Ergebnis einer erneuten Untersuchung dieser Mumie im Jahr 2007 mittels Computertomograph gab Zahi Hawass bekannt, dass dieses nicht eindeutig sei und es weiterer Untersuchungen bedürfe. Die 2010 im Rahmen des Tutankhamun Family Projects durchgeführte Genanalyse ergab, dass es sich bei der „Älteren Dame“ nicht nur um die Tochter von Juja und Tuja handelt, sondern auch um die Mutter der skelettierten männlichen Mumie im Grab. Dadurch bestätigte sich die Identität der Mumie KV35EL als Königin Teje.
Dass Tejes Holzschrein in KV55 gefunden wurde, liegt vermutlich daran, dass die Arbeiter ihn wegen seiner Größe im Zuge der Umbettung nicht heraus transportieren konnten, da der Korridor mit Geröll angefüllt war und dieses zuerst hätte entfernt werden müssen. Die Fragmente des vergoldeten Holzschreins befinden sich heute im Ägyptischen Museum Kairo (JE57175).

### Die magischen Ziegel
Im Grab wurden vier sogenannte „Magische Ziegel“, auch Zauberziegel genannt, gefunden. Diese waren jedoch nicht wie üblich nach den Himmelsrichtungen ausgerichtet. Einer der Ziegel lag unter der hölzernen Bahre des Sarges. Die Zaubersprüche auf dem nördlichen und südlichen Ziegel nennen Echnatons Thronnamen Nefer-cheperu-Re-wa-en-Re („Mit vollkommenen Gestalten, Einziger des Re“). Der westliche und östliche Ziegel enthalten keine Namen und der östliche Ziegel ist nur bruchstückhaft erhalten. Diese beiden Ziegel sind zudem mit hieratischer Schrift versehen. Nicholas Reeves zufolge legt der Text auf den Ziegeln nahe, dass sowohl der Sarg, die Kanopenkrüge und der Leichnam die von Echnaton waren.

## Bedeutung des Grabes
Für die Forschung zur Amarna-Zeit haben KV55 und die darin gefundenen Gegenstände innerhalb der letzten Jahre an Bedeutung gewonnen. Zudem ist das „Amarna-Grab“ aufgrund seines Inhaltes eines der am kontroversesten diskutierten Gräber im Tal der Könige und eines, über das wohl am meisten geschrieben wurde.
Die Lage, der Gesamtzustand und die gefundenen Objekte lassen vermuten, dass dieses Grab für ein Notbegräbnis verwendet und aufgrund der Lehmsiegel mit der Kartusche Tutanchamuns von diesem ausgerichtet worden war. Allerdings wurden dem Grab Gegenstände entnommen, die dann für Tutanchamuns eigene Bestattung in KV62 wieder Verwendung fanden.
Seit seiner Entdeckung wurde das Grab im Laufe zahlreicher Untersuchungs- und Auswertungsarbeiten unterschiedlichen Besitzern zugesprochen. Aufgrund des Schreines der Königin Teje hielt Davis das Grab für das ihre und veröffentlichte 1910 den Fund als „Das Grab der Königin Teje“. Nicholas Reeves sieht KV55 als die Sekundärgräber Echnatons und Tejes, die zuvor im Königsgrab von Amarna bestattet worden waren, worauf die Funde, die in Verbindung zu Echnatons ehemaliger Hauptstadt standen, hindeuteten. Die Meinungen über den Eigentümer des Grabes sind geteilt. Aufgrund verschiedener Untersuchungen und Altersbestimmungen der Mumie gehen einige Ägyptologen davon aus, KV55 sei das Grab Semenchkares. Andere ordnen es Echnaton zu. Obwohl die Kanopen ursprünglich den Namen von Echnatons großer Geliebter Kija tragen, wurde diese bisher nicht als Besitzerin des Grabes betrachtet.

## Nutzung des Grabes in der Neuzeit
Nach der Entdeckung des Tutanchamun-Grabes (KV62) im Tal der Könige wurde Grab KV55 als Dunkelkammer für die fotografischen Arbeiten von Harry Burton während der Ausgrabung benutzt, so wie andere Gräber als Laboratorium oder Lagerraum verwendet wurden.